# Calum Johnston
Calum Johnston (East Kilbride, 1 november 1998) is een Schots wielrenner die anno 2022 rijdt voor Caja Rural-Seguros RGA.

## Carrière
Na in 2021 verschillende wedstrijden in het Spaanse amateurcircuit te hebben gewonnen, werd Johnston in 2022 prof bij Caja Rural-Seguros RGA. Zijn debuut voor de ploeg maakte hij eind januari in de Grote Prijs La Marseillaise. Later dat jaar werd hij onder meer veertiende in de door Eddie Dunbar gewonnen Ronde van Hongarije en vierde in een etappe in de Ronde van Portugal.

## Ploegen
- 2022 –  Caja Rural-Seguros RGA
- 2023 –  Caja Rural-Seguros RGA
- 2024 –  Caja Rural-Seguros RGA
- 2025 –  Caja Rural-Seguros RGA

Amezqueta · Aular · Bagües · Barceló · Barrenetxea · Calle · Cepeda · Cuadros · Etxeberria · García · González · Johnston · Lastra · Leitão · Martín · Murguialday · Nicolau · Nieve · Pira · Prades ·Schlegel  · Balderstone (stagiair) · López de Abetxuko (stagiair) · López (stagiair)
Amezqueta · Aular · Babor · Balderstone · Barceló · Barrenetxea · Bárta · Cepeda · Etxeberria · García · González · Hailemichael · Johnston · Leitão · López · Martín · Murguialday · Nicolau · Pira · Prades ·Schlegel  · Sorarrain (vanaf 31/7) · Guardeño (stagiair) · Ibáñez (stagiair) · Silva (stagiair)
Arriola-Bengoa · Aular · Babor · Balderstone · Barceló · Bárta · Berwick · Cepeda · Etxeberria 
· Fernández · González · Guardeño · Hailemichael · Johnston · Leitão · López · Murguialday · Nicolau · Prades ·Schlegel · Silva · Sorarrain · Díaz (stagiair) · Ibáñez (stagiair)